# 尖刀唇石斛
尖刀唇石斛（学名：Dendrobium heterocarpum）为兰科石斛属下的一个种。